# Umbrisol
Der Umbrisol (UM) (von lat. umbra = Schatten und solum = Boden) ist eine Referenzbodengruppe der World Reference Base for Soil Resources (WRB). Umbrisole können als saure Humusakkumulationsböden bezeichnet werden.

## Beschreibung
Der oberste Mineralbodenhorizont ist dunkel, mächtig und humusreich und wird in der WRB umbric horizon genannt. Der umbric horizon kann noch von organischen Auflagehorizonten bedeckt sein, die jedoch in der Regel nur geringmächtig sind. Der umbric horizon ist dem mollic horizon ähnlich, der z. B. bei den Phaeozemen vorkommt. Im Gegensatz zu jenem ist der umbric horizon jedoch relativ sauer und weist eine niedrige Basensättigung auf.
Umbrisole kommen auf sauren Ausgangsgesteinen und/oder in Gebieten mit hohen Niederschlägen vor. Basenkationen waren also nie in größeren Umfang verfügbar oder wurden ausgewaschen. Andererseits sind die Bedingungen für die Bodentiere noch so gut, dass sich keine mächtigen organischen Auflagen mit nachfolgender Podzolierung ausbilden können. Die Verwitterung des Unterbodens ist noch nicht sehr weit fortgeschritten, zumindest hat noch keine Ferrallitisierung stattgefunden.
Umbrisole sind in den ozeanisch geprägten Gebieten der Feuchten Mittelbreiten anzutreffen, z. B. in Nordwestspanien, Irland oder Norwegen sowie im Nordwesten der USA (etwa in Oregon). Auch in Gebirgen sind sie verbreitet. Dies gilt zum einen für die gemäßigte Zone, also in Mitteleuropa z. B. für den Schwarzwald, den Bayerischen Wald oder die Silikatalpen. Zum anderen sind sie auch in tropischen Gebirgen zu finden, etwa in den Anden oder den Bergländern Ostafrikas oder Neuguineas.
Bei geeigneter Düngung und Kalkung sind auf Umbrisolen hohe ackerbauliche Erträge zu erzielen. Häufiger sind jedoch Forstwirtschaft oder Beweidung anzutreffen. Intensive Kalkung kann Umbrisole in Phaeozeme überführen.

## Verwandte Bodentypen
Umbrisole sind basenärmer als die mit ihnen verwandten Phaeozeme. Dies drückt sich schon dadurch aus, dass sie typischerweise den basenarmen umbric horizon statt des basenreichen mollic horizon haben. Allerdings gehören einige Böden mit mollic horizon auch zu den Umbrisolen, nämlich jene, die unter ihrem mollic horizon eine niedrige Basensättigung aufweisen und somit die Kriterien für Phaeozeme, Chernozeme und Kastanozeme verfehlen.
Nach der Deutschen Bodensystematik gehören die Umbrisole vor allem zu den Humusbraunerden, Humusparabraunerden, Regosolen und Rankern. Auch einige Auenböden sind Umbrisole.